# Canton de Genlis (Côte-d'Or)
Pour les articles homonymes, voir Canton de Genlis.
Le canton de Genlis est une circonscription électorale française située dans le département de la Côte-d'Or et la région Bourgogne-Franche-Comté.

## Géographie
Ce canton est organisé autour de Genlis dans l'arrondissement de Dijon. Son altitude varie de 186 m (Bessey-lès-Cîteaux) à 241 m (Longchamp) pour une altitude moyenne de 204 m.

## Histoire
Un nouveau découpage territorialde la Côte-d'Or entre en vigueur à l'occasion des élections départementales de mars 2015, défini par le décret du 18 février 2014, en application des lois du 17 mai 2013 (loi organique 2013-402 et loi 2013-403). Les conseillers départementaux sont, à compter de ces élections, élus au scrutin majoritaire binominal mixte. Les électeurs de chaque canton élisent au Conseil départemental, nouvelle appellation du Conseil général, deux membres de sexe différent, qui se présentent en binôme de candidats. Les conseillers départementaux sont élus pour 6 ans au scrutin binominal majoritaire à deux tours, l'accès au second tour nécessitant 12,5 % des inscrits au 1er tour. En outre la totalité des conseillers départementaux est renouvelée. Ce nouveau mode de scrutin nécessite un redécoupage des cantons dont le nombre est divisé par deux avec arrondi à l'unité impaire supérieure si ce nombre n'est pas entier impair, assorti de conditions de seuils minimaux. Dans la Côte-d'Or, le nombre de cantons passe ainsi de 43 à 23. Le nombre de communes du canton de Genlis (Côte-d'Or) passe de 27 à 25. Le nouveau canton de Genlis est formé de communes des anciens cantons de Genlis. Les communes de Bretenière et de Magny-sur-Tille quittent le canton.

## Représentation

### Conseillers généraux de 1833 à 2015
| Période           | Période      | Identité                                   | Étiquette     | Qualité                                                              |
| ----------------- | ------------ | ------------------------------------------ | ------------- | -------------------------------------------------------------------- |
| 1833              | 1846 (décès) | Blaise Nicolas Théodore Brenot (1775-1846) |               | Colonel d'état-major en retraite domicilié à Pluvault                |
| 1846              | 1870         | Pierre Mairet (1791-1871)                  |               | Notaire, ancien avocat, maire de Genlis, conseiller d'arrondissement |
| 1870              | 1877         | Anatole Mairet                             | Droite        | Banquier à Dijon                                                     |
| 1877              | 1880 (décès) | Jean Lavalle                               | Républicain   | Docteur en médecine - Maire de Premières                             |
| 1880              | 1883         | Joseph Gardot                              | Républicain   | Fabricant d'encre à Dijon Propriétaire à Cessey-sur-Tille            |
| 1883              | 1893 (décès) | Claude-Gaspard Chopard                     | Républicain   | Banquier Maire de Longecourt-en-Plaine                               |
| 1893              | 1895 (décès) | Félix Berthaut                             | Républicain   | Notaire à Genlis                                                     |
| 1895              | 1919         | Henri Berthaut (fils du précédent)         | Républicain   | Notaire, adjoint au maire de Genlis                                  |
| 1919              | 1940         | Louis Bobin                                | SFIO          | Vétérinaire, maire de Genlis (1929-1944)                             |
|                   |              |                                            |               |                                                                      |
| 1943              | 1945         | Jules Gevrey (1881-1960)                   |               | Agriculteur Maire de Varanges Nommé conseiller départemental en 1942 |
|                   |              |                                            |               |                                                                      |
| 1945              | 1951         | Claude-Julien Poivre                       | Rad.          | Cultivateur à Pluvet                                                 |
| 1951              | 1964         | François Charbonneau                       | DVD           | Médecin à Genlis                                                     |
| 1964              | 1968 (décès) | André Patouillet (1898-1968)               | Centre gauche | Maire de Genlis (1951-1968)                                          |
| 29 septembre 1968 | 1976         | François Charbonneau                       | RI            | Médecin à Genlis                                                     |
| 1976              | 2001         | Paul Orssaud (1933-2012)                   | MRG puis PRG  | Instituteur Maire de Genlis de 1971 à 2002                           |
| 2001              | 2015         | Noël Bernard                               | PRG           | Médecin généraliste Maire de Genlis (2002-2014)                      |

### Conseillers d'arrondissement (de 1833 à 1940)
| Période                                  | Période          | Identité                   | Étiquette   | Qualité |
| ---------------------------------------- | ---------------- | -------------------------- | ----------- | --- |
| 1833                                     | 1846             | Pierre Mairet              |             | Notaire à Genlis                                                                                            |
| 1846                                     | 1848             | Philibert Pesté-Dézé       |             | Juge de paix à Genlis                                                                                       |
| 1848                                     | 1871             | Paul Locquin               |             | Propriétaire à Izeure                                                                                       |
| 1871                                     | 1880             | Jean-Baptiste Gardot       | Républicain | Industriel chimiste, propriétaire à Cessey-sur-Tille                                                        |
| 1880                                     | 1893 (démission) | Hyacinthe Berthaut         |             | Propriétaire, ancien maire de Genlis, maire de Labergement-Foigney                                          |
| 1893                                     | 1901             | Jules Gaspard Chopard      |             | Propriétaire à Longecourt-en-Plaine                                                                         |
| 1901                                     | 1910             | Emmanuel Quenot            |             | Maire de Pluvet, juge de paix à Pontailler-sur-Saône                                                        |
| 1910                                     | 1919             | Charles dit Georges Poivre |             | Agriculteur, Maire de Pluvet                                                                                |
| 1919                                     | 1940             | Pierre Marpeaux            |             | Propriétaire à Tart-le-Haut                                                                                 |
| 1940                                     |                  |                            |             | Les conseils d'arrondissement ont été suspendus par la loi du 12 octobre 1940 et n'ont jamais été réactivés |
| Les données manquantes sont à compléter. |                  |                            |             | |

### Conseillers départementaux depuis 2015
| Période élective | Période élective | Mandat | Mandat   | Identité         | Nuance | Nuance | Qualité                                                                         |
| ---------------- | ---------------- | ------ | -------- | ---------------- | ------ | ------ | ------------------------------------------------------------------------------- |
| 2015             | 2021             | 2015   | 2021     | Vincent Dancourt |        | DVD    | Médecin, maire de Genlis (2014-2020)                                            |
| 2015             | 2021             | 2015   | 2021     | Christelle Meheu |        | DVD    | Aide-soignante, Aiserey                                                         |
| 2021             | 2028             | 2021   | en cours | Martial Mathiron |        | DVG    | Enseignant Maire de Genlis depuis 2020                                          |
| 2021             | 2028             | 2021   | en cours | Gaëlle Thomas    |        | PS     | Enseignante, adjointe au maire de Genlis, suppléante du député Pierre Pribetich |

### Résultats détaillés

#### Élections de mars 2015
À l'issue du 1er tour des élections départementales de 2015, deux binômes sont en ballottage : Françoise Baudoin et Éric Tallec (FN, 35,78 %) et Vincent Dancourt et Christelle Meheu (Union de la Droite, 35,3 %). Le taux de participation est de 52,29 % (8 096 votants sur 15 483 inscrits) contre 53,86 % au niveau départemental et 50,17 % au niveau national.
Au second tour, Vincent Dancourt et Christelle Meheu (Union de la Droite) sont élus avec 60,11 % des suffrages exprimés et un taux de participation de 52,72 % (4 401 voix pour 8 162 votants et 15 483 inscrits).

#### Élections de juin 2021
Le premier tour des élections départementales de 2021 est marqué par un très faible taux de participation (33,26 % au niveau national). Dans le canton de Genlis (Côte-d'Or), ce taux de participation est de 32,63 % (5 309 votants sur 16 269 inscrits) contre 36,24 % au niveau départemental. À l'issue de ce premier tour, deux binômes sont en ballottage : Martial Mathiron et Gaëlle Thomas (DVG, 39,44 %) et Vincent Dancourt et Christelle Meheu (LR, 31,85 %).
Le second tour des élections est marqué une nouvelle fois par une abstention massive équivalente au premier tour. Les taux de participation sont de 34,3 % au niveau national, 37,05 % dans le département et 33,08 % dans le canton de Genlis (Côte-d'Or). Martial Mathiron et Gaëlle Thomas (DVG) sont élus avec 51,79 % des suffrages exprimés (2 564 voix pour 5 383 votants et 16 271 inscrits),,. 

## Composition

### Composition avant 2015
Le canton de Genlis regroupait 27 communes.
| Nom                     | Code Insee | Codepostal | Superficie (km2) | Population (dernière pop. légale) | Densité (hab./km2) |
| ----------------------- | ---------- | ---------- | ---------------- | --------------------------------- | ------------------ |
| Genlis (chef-lieu)      | 21292      | 21110      | 12,08            | 5 578 (2012)                      | 462                |
| Aiserey                 | 21005      | 21110      | 10,50            | 1 342 (2012)                      | 128                |
| Beire-le-Fort           | 21057      | 21110      | 5,27             | 314 (2012)                        | 60                 |
| Bessey-lès-Cîteaux      | 21067      | 21110      | 10,30            | 685 (2012)                        | 67                 |
| Bretenière              | 21106      | 21110      | 6,03             | 781 (2012)                        | 130                |
| Cessey-sur-Tille        | 21126      | 21110      | 11,54            | 613 (2012)                        | 53                 |
| Chambeire               | 21130      | 21110      | 6,21             | 362 (2012)                        | 58                 |
| Collonges-lès-Premières | 21183      | 21110      | 9,42             | 784 (2012)                        | 83                 |
| Échigey                 | 21242      | 21110      | 5,45             | 282 (2012)                        | 52                 |
| Fauverney               | 21261      | 21110      | 8,68             | 686 (2012)                        | 79                 |
| Izeure                  | 21319      | 21110      | 16,71            | 772 (2012)                        | 46                 |
| Izier                   | 21320      | 21110      | 7,48             | 805 (2012)                        | 108                |
| Labergement-Foigney     | 21330      | 21110      | 7,63             | 404 (2012)                        | 53                 |
| Longchamp               | 21351      | 21110      | 16,23            | 1 177 (2012)                      | 73                 |
| Longeault               | 21352      | 21110      | 1,24             | 573 (2012)                        | 462                |
| Longecourt-en-Plaine    | 21353      | 21110      | 10,01            | 1 209 (2012)                      | 121                |
| Magny-sur-Tille         | 21370      | 21110      | 10,56            | 854 (2012)                        | 81                 |
| Marliens                | 21388      | 21110      | 4,35             | 478 (2012)                        | 110                |
| Pluvault                | 21486      | 21110      | 3,46             | 536 (2012)                        | 155                |
| Pluvet                  | 21487      | 21110      | 6,51             | 429 (2012)                        | 66                 |
| Premières               | 21507      | 21110      | 3,14             | 138 (2012)                        | 44                 |
| Rouvres-en-Plaine       | 21532      | 21110      | 14,65            | 1 029 (2012)                      | 70                 |
| Tart-l'Abbaye           | 21621      | 21110      | 3,38             | 223 (2012)                        | 66                 |
| Tart-le-Bas             | 21622      | 21110      | 4,66             | 220 (2012)                        | 47                 |
| Tart-le-Haut            | 21623      | 21110      | 10,30            | 1 383 (2012)                      | 134                |
| Thorey-en-Plaine        | 21632      | 21110      | 5,82             | 1 061 (2012)                      | 182                |
| Varanges                | 21656      | 21110      | 9,37             | 762 (2012)                        | 81                 |

À l'exception de Bretenière et de Magny-sur-Tille qui ont rejoint le Grand Dijon, l'ensemble des communes du canton s'est regroupé dans la Communauté de communes de la Plaine Dijonnaise.

### Composition à partir de 2015
Le nouveau canton de Genlis comprenait 25 communes entières à sa création.
À la suite de la création des communes nouvelles de Longeault-Pluvault et Tart le 1er janvier 2019 ainsi que de Collonges-et-Premières le 28 février 2019, le nombre de communes du canton descend à 22.
| Nom                            | Code Insee | Intercommunalité           | Superficie (km2) | Population (dernière pop. légale) | Densité (hab./km2) | Modifier                                    |
| ------------------------------ | ---------- | -------------------------- | ---------------- | --------------------------------- | ------------------ | ------------------------------------------- |
| Genlis (bureau centralisateur) | 21292      | CC de la Plaine Dijonnaise | 12,08            | 5 125 (2022)                      | 424                | modifier les données · modifier les données |
| Aiserey                        | 21005      | CC de la Plaine Dijonnaise | 10,50            | 1 489 (2022)                      | 142                | modifier les données · modifier les données |
| Beire-le-Fort                  | 21057      | CC de la Plaine Dijonnaise | 5,27             | 343 (2022)                        | 65                 | modifier les données · modifier les données |
| Bessey-lès-Cîteaux             | 21067      | CC de la Plaine Dijonnaise | 10,30            | 685 (2022)                        | 67                 | modifier les données · modifier les données |
| Cessey-sur-Tille               | 21126      | CC de la Plaine Dijonnaise | 11,54            | 625 (2022)                        | 54                 | modifier les données · modifier les données |
| Chambeire                      | 21130      | CC de la Plaine Dijonnaise | 6,21             | 413 (2022)                        | 67                 | modifier les données · modifier les données |
| Collonges-et-Premières         | 21183      | CC de la Plaine Dijonnaise | 12,56            | 1 067 (2022)                      | 85                 | modifier les données · modifier les données |
| Échigey                        | 21242      | CC de la Plaine Dijonnaise | 5,45             | 307 (2022)                        | 56                 | modifier les données · modifier les données |
| Fauverney                      | 21261      | CC de la Plaine Dijonnaise | 8,68             | 620 (2022)                        | 71                 | modifier les données · modifier les données |
| Izeure                         | 21319      | CC de la Plaine Dijonnaise | 16,71            | 907 (2022)                        | 54                 | modifier les données · modifier les données |
| Izier                          | 21320      | CC de la Plaine Dijonnaise | 7,48             | 788 (2022)                        | 105                | modifier les données · modifier les données |
| Labergement-Foigney            | 21330      | CC de la Plaine Dijonnaise | 7,63             | 379 (2022)                        | 50                 | modifier les données · modifier les données |
| Longchamp                      | 21351      | CC de la Plaine Dijonnaise | 16,23            | 1 168 (2022)                      | 72                 | modifier les données · modifier les données |
| Longeault-Pluvault             | 21352      | CC de la Plaine Dijonnaise | 4,70             | 1 154 (2022)                      | 246                | modifier les données · modifier les données |
| Longecourt-en-Plaine           | 21353      | CC de la Plaine Dijonnaise | 10,01            | 1 185 (2022)                      | 118                | modifier les données · modifier les données |
| Marliens                       | 21388      | CC de la Plaine Dijonnaise | 4,35             | 614 (2022)                        | 141                | modifier les données · modifier les données |
| Pluvet                         | 21487      | CC de la Plaine Dijonnaise | 6,51             | 431 (2022)                        | 66                 | modifier les données · modifier les données |
| Rouvres-en-Plaine              | 21532      | CC de la Plaine Dijonnaise | 14,65            | 1 254 (2022)                      | 86                 | modifier les données · modifier les données |
| Tart                           | 21623      | CC de la Plaine Dijonnaise | 13,68            | 1 533 (2022)                      | 112                | modifier les données · modifier les données |
| Tart-le-Bas                    | 21622      | CC de la Plaine Dijonnaise | 4,66             | 243 (2022)                        | 52                 | modifier les données · modifier les données |
| Thorey-en-Plaine               | 21632      | CC de la Plaine Dijonnaise | 5,82             | 1 134 (2022)                      | 195                | modifier les données · modifier les données |
| Varanges                       | 21656      | CC de la Plaine Dijonnaise | 9,37             | 688 (2022)                        | 73                 | modifier les données · modifier les données |
| Canton de Genlis               | 2115       |                            | 204,39           | 22 152 (2022)                     | 108                | modifier les données                        |

## Démographie

### Démographie avant 2015
| 1962  | 1968   | 1975   | 1982   | 1990   | 1999   | 2006   | 2011   |
| ----- | ------ | ------ | ------ | ------ | ------ | ------ | ------ |
| 9 455 | 10 561 | 12 312 | 15 714 | 18 932 | 20 131 | 22 663 | 23 366 |

### Démographie depuis 2015
En 2022, le canton comptait 22 152 habitants, en évolution de +0,39 % par rapport à 2016 (Côte-d'Or : +0,82 %, France hors Mayotte : +2,11 %).
| 2013   | 2018   | 2022   |
| ------ | ------ | ------ |
| 21 947 | 22 004 | 22 152 |